# Walther von Brauchitsch

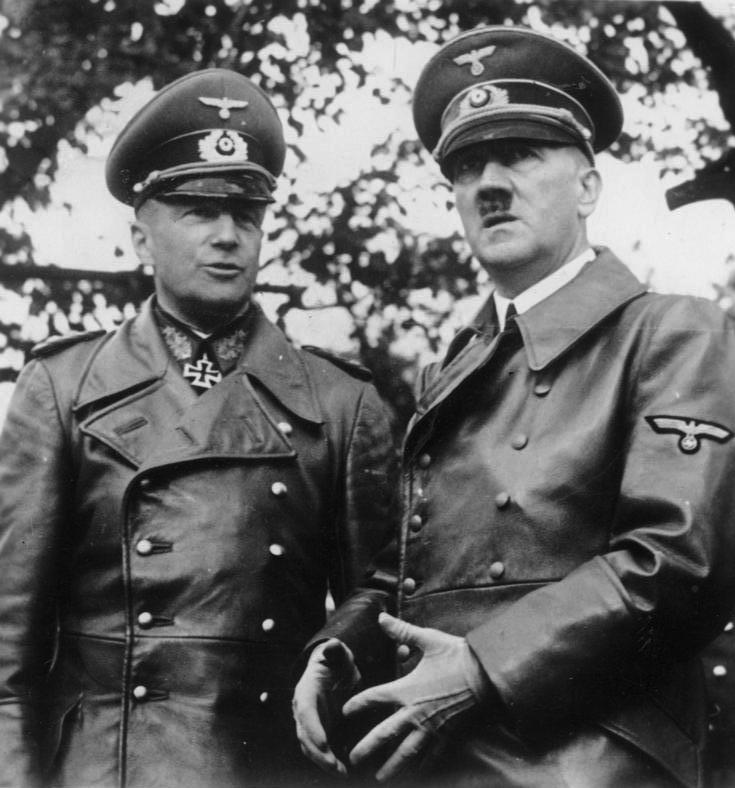
Walther von Brauchitsch z Adolfem Hitlerem w Warszawie (1939)

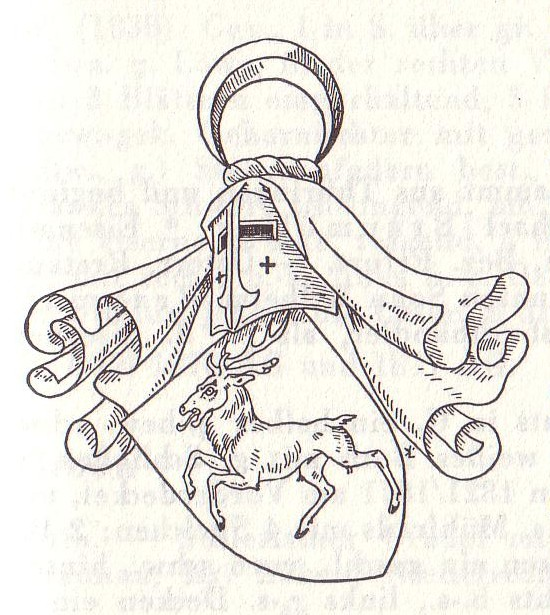
Herb rodu von Brauchitsch

Walther Heinrich Alfred Hermann von Brauchitsch (ur. 4 października 1881 w Berlinie, zm. 18 października 1948 w Hamburgu) – feldmarszałek, naczelny dowódca niemieckich wojsk lądowych w okresie 1938–1942, uczestnik I i II wojny światowej, w tym agresji na Polskę, Danię, Norwegię, Francję, państwa bałkańskie i Związek Radziecki. Zmarł w trakcie procesu norymberskiego, w czasie którego miał być sądzony za zbrodnie wojenne.

## Życiorys
Walther von Brauchitsch był synem pruskiego generała kawalerii Bernharda von Brauchitscha (1833–1910) i Charlotte von Gordon (1844–1906). Pochodził ze śląskiego rodu szlacheckiego pochodzenia serbołużyckiego, znanego już w XIV wieku.
W 1895 roku wstąpił jako kadet do szkoły kadetów w Poczdamie. W marcu 1900 po ukończeniu korpusu kadetów jako ochotnik wstąpił w stopniu podporucznika do 3 Pułku Grenadierów im. Królowej Elżbiety w Charlottenburgu. Rok później przeniósł się do 3. Pułku Artylerii Polowej. Od 10 lutego do 31 maja 1903 uczestniczył w kursie w Szkole Artylerii Pieszej. Od 1 do 13 maja 1905 był przydzielony do fabryki broni w Spandau. Od 5 lutego 1906 do 28 lutego 1909 pełnił funkcję adiutanta II batalionu w 3 Pułku Artylerii. Wówczas otrzymał awans do stopnia porucznika. W 1909 został tymczasowo przeniesiony do sztabu generalnego choć nie ukończył Akademii Wojennej. Od 13 kwietnia 1909 do 31 marca 1912 służył jako adiutant pułku w 3 Pułku Artylerii. Pod koniec 1913 został przeniesiony do sztabu generalnego i awansowany na kapitana. 
Podczas I wojny światowej służył w różnych jednostkach jako oficer sztabowy. W 1918 otrzymał awans na stopień majora. Po wojnie pozostał w Reichswehrze. W 1925 został podpułkownikiem, a 3 lata później pułkownikiem. W 1929 mianowano go szefem departamentu wyszkolenia w ministerstwie spraw wojskowych. 1 października 1931 otrzymał awans na generała-majora. 1 marca 1932 mianowano go inspektorem artylerii. 
W 1933 został dowódcą Okręgu Korpusu nr 1 i dowódcą 1 Dywizji Piechoty w Królewcu. Na początku 1934 otrzymał awans na generała-porucznika. 1 października 1935 został dowódcą I Korpusu Armijnego. 20 kwietnia 1936 mianowano go generałem artylerii. 1 kwietnia 1937 powierzono mu dowództwo nowo powstałej Gruppenkomando IV w Lipsku. 4 lutego 1938 został Naczelnym Dowódcą Wojsk Lądowych i otrzymał awans na generała-pułkownika. 
Brauchitsch w tym czasie miał olbrzymie problemy w małżeństwie i nie był w stanie ich sam rozwiązać, co spowodowało, że w jego sprawy rodzinne musiał ingerować Hitler. Dzięki jego pomocy (w tym finansowej) uzyskał rozwód i ożenił się z kochanką. Ta pomoc spowodowała, iż Brauchitsch jako naczelny dowódca sił lądowych popadł w osobistą i finansową zależność od Hitlera, co objawiało się całkowitą służalczością wobec niego.
W czasie agresji na Polsce w 1939 dowodził wojskami niemieckimi. Jako naczelny dowódca lądowych wojsk niemieckich w Polsce Brauchitsch otrzymał od Adolfa Hitlera władzę wykonawczą na obszarach polskich i już 1 września 1939 wydał odezwę do ludności polskiej.
W 1940 dowodził wojskami niemieckimi w czasie inwazji na Danię, Norwegię i Francję. 19 lipca 1940 został awansowany do stopnia feldmarszałka i otrzymał zadanie przeprowadzenia ataku na ZSRR. W 1941 dowodził działaniami Wehrmachtu atakującymi państwa bałkańskie i atakiem na Związek Radziecki. Brauchitsch został obarczony przez Adolfa Hitlera winą za niepowodzenia pod Moskwą i 19 grudnia 1941 zdymisjonowany. W latach 1942–1945 mieszkał głównie w zameczku myśliwskim Tři Trubky na poligonie Brdy koło Przybramia.
12 stycznia 1945 wraz z oddziałami Reichsarbeitsdienst przez Czechy uciekł drogą kolejową do Niemiec. Brauchitscha aresztowano po wojnie w jego domu w Szlezwiku-Holsztynie. W czasie procesu norymberskiego miał być sądzony za zbrodnie wojenne. Nie dożył do swojego procesu; zmarł na niewydolność krążenia w brytyjskim szpitalu wojskowym.

## Życie prywatne
Ożenił się 29 grudnia 1910 we Fretzdorf z Elisabeth von Karstedt (ur. 1 marca 1881 w Rossow, zm. 15 czerwca 1952 w Brunszwiku), córką Achima von Karstedt, właściciela dóbr Fretzdorf i Elisabeth von Rohr-Wahlen-Jürgaß. Rozwiódł się z nią 8 kwietnia 1938 w Berlinie. Z małżeństwa pochodziło troje dzieci.
Po raz drugi ożenił się 23 września 1938 w Szczawnie-Zdroju z Charlotte Rüffer (ur. 8 lipca 1903 w Bolkowie, zm. 14 czerwca 1992 w Brunszwiku), córką sędziego Georga Rüffera i Else Wendorf.
Jego siostra Hedwig von Brauchitsch była przełożoną klasztoru ewangelickich diakonis w Ząbkowicach Śląskich. Jego bratankiem był kierowca wyścigowy Manfred von Brauchitsch (1905–2003).

## Ordery i odznaczenia
Odznaczenia Walthera von Brauchitscha to między innymi:
- Order Rodu Hohenzollernów – Krzyż Rycerski z Mieczami
- Krzyż Żelazny II i I klasy (I wojna św.)
- Kawaler I klasy Orderu Fryderyka z mieczami (Wirtembergia)
- Krzyż Zasługi Wojennej (Saksonia-Meiningen)
- Krzyż Zasługi Wojskowej z dekoracją wojenną (Austro-Węgry, 1915)
- Krzyż Honorowy dla frontowców
- Złota odznaka NSDAP
- Order Białej Róży – Krzyż Wielki (Finlandia, 10 marca 1939)
- Krzyż Rycerski Krzyża Żelaznego (30 września 1939)
- Order Michała Walecznego klas III, II, I (Rumunia)
- Krzyż Wielki Orderu Zasługi z Mieczami (Węgry)
- Order Krzyża Wolności – Krzyż Wielki (Finlandia, 25 czerwca 1942)
- Order Wschodzącego Słońca I klasy (Japonia, 26 września 1942)